# Chaumières à Auvers-sur-Oise
Les Chaumières à Auvers-sur-Oise est un tableau de Vincent van Gogh conservé au musée de l'Ermitage de Saint-Pétersbourg. Il a été peint à Auvers-sur-Oise en mai 1890 quelque temps avant la mort de l'artiste.
Ce tableau faisait partie de la collection de Sergueï Chtchoukine nationalisée après la Révolution d'Octobre. Il a d'abord été exposé, de 1919 à 1929, à Moscou au palais Troubetskoï, qui abritait le musée d'art moderne occidental, puis est entré au second musée d'art moderne occidental réinstallé dans l'ancien hôtel particulier d'Ivan Morozov à Moscou. Enfin il est entré en 1948 dans les collections du musée de l'Ermitage.
Cette œuvre reflète l'intensité dramatique que l'artiste ressentait alors. Il reprend ce sujet en juillet dans Chaumières sur une colline (tableau conservé à la Tate Britain).